# Trémorel
Trémorel is een gemeente in het Franse departement Côtes-d'Armor (regio Bretagne). De plaats maakt deel uit van het arrondissement Dinan. Trémorel telde op 1 januari 2022 1.154 inwoners.

## Geografie
De oppervlakte van Trémorel bedraagt 33,76 km², de bevolkingsdichtheid is 34 inwoners per km² (per 1 januari 2019).
{
De onderstaande kaart toont de ligging van Trémorel met de belangrijkste infrastructuur en aangrenzende gemeenten.

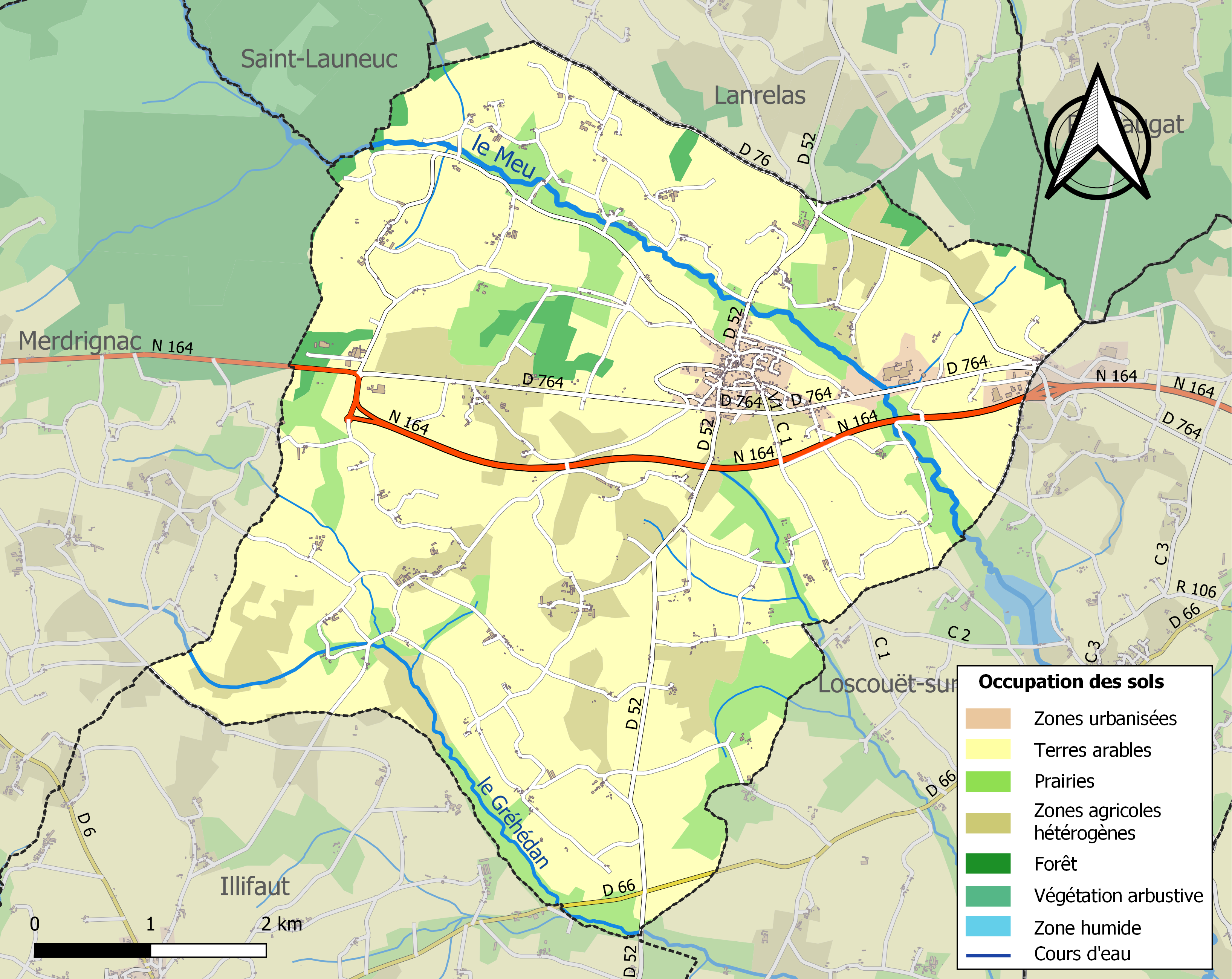

## Demografie
Onderstaande figuur toont het verloop van het inwonertal (bron: INSEE-tellingen).